# Beehive hut

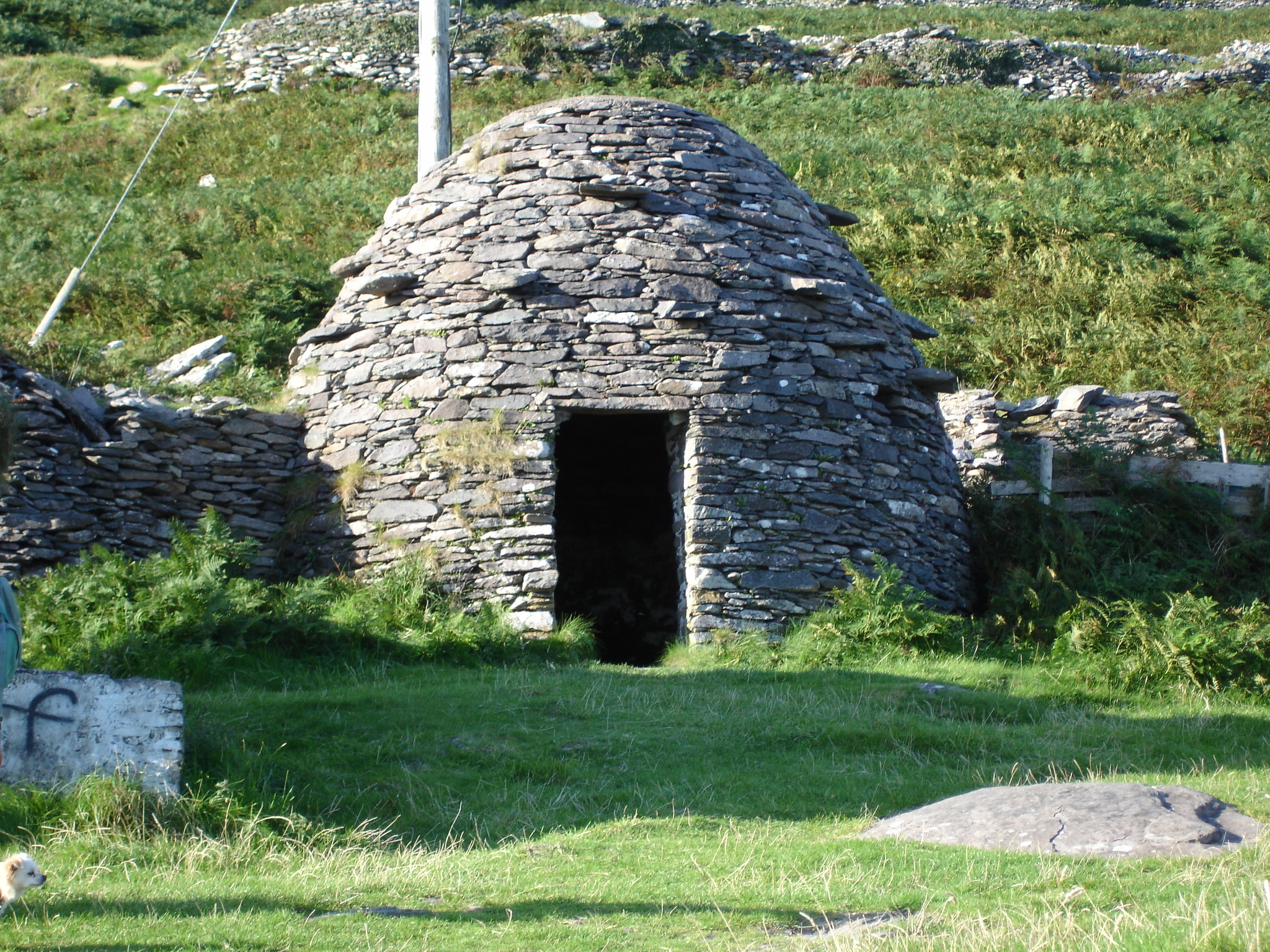
Beehive hut, cabane en pierre sèche de la péninsule de Dingle

Beehive hut est le nom anglais communément donné en Irlande à des cabanes en pierre sèche, c'est-à-dire construites sans mortier, ayant la forme en cylindro-cône ou en ogive des ruches anciennes.

## Définition
En anglais, on entend par beehive hut (littéralement « cabane ruche ») une cabane ayant la forme d'une ruche en cylindre-cône ou en ogive. C'est une désignation purement morphologique, ce qui explique que les matériaux des beehive huts peuvent être tout aussi bien de la pierre que des végétaux ou encore les deux à la fois. Tel voyageur anglais parcourant l'Arabie méridionale au début du XXe siècle, décrit un campement bishari d'une « demi douzaine de huttes en forme de ruche faites de nattes posées sur des perches arrondies ». De même, le touriste de 2007 visitant le Swaziland en Afrique méridionale sera hébergé dans des « huttes en forme de ruche faites de graminées savamment tressées sur de jeunes troncs ».

## Beehive huts d'Irlande occidentale
Beehive hut est le nom communément donné en Irlande aux cabanes en pierre sèche, c'est-à-dire construites sans mortier. Leur nom en irlandais est clochán (au pluriel clocháin).
On en compte plus de 400 (privées) sur le versant Sud du Mont Eagle (516 m) sur la péninsule de Dingle, sur Church Island, au large de Beginish Island et à Reask. Celles situées sur l'île de Skellig Michael sont classées depuis 1996 au patrimoine mondial.
L'oratoire de Gallarus, qui est non pas en pierre sèche mais en pierres taillées jointoyées avec une fine couche de mortier, ne relève pas du type beehive hut. La datation au VIe siècle avancée par son découvreur, Charles Smith, a été remontée au XIIe siècle par Peter Harbison mais la tradition locale à l'époque de Charles Smith n'y voyait que la chapelle funéraire privée d'un certain Griffith More au XVIIe siècle.